# Mérindol
Mérindol település Franciaországban, Vaucluse megyében. Lakosainak száma 2273 fő (2022. január 1.). Mérindol Mallemort, Cheval-Blanc, Ménerbes és Puget községekkel határos.

## Népesség
A település népességének változása:
| Lakosok száma | 1999 | 2023 | 2081 | 2097 | 2147 | 2189 | 2232 | 2251 | 2273 |
|               | 2013 | 2015 | 2016 | 2017 | 2018 | 2019 | 2020 | 2021 | 2022 |